# Pirulí
Un chupete,
chupirul,
paragüitas,
pico dulce,
pirulí,
pirulín o
pirulo

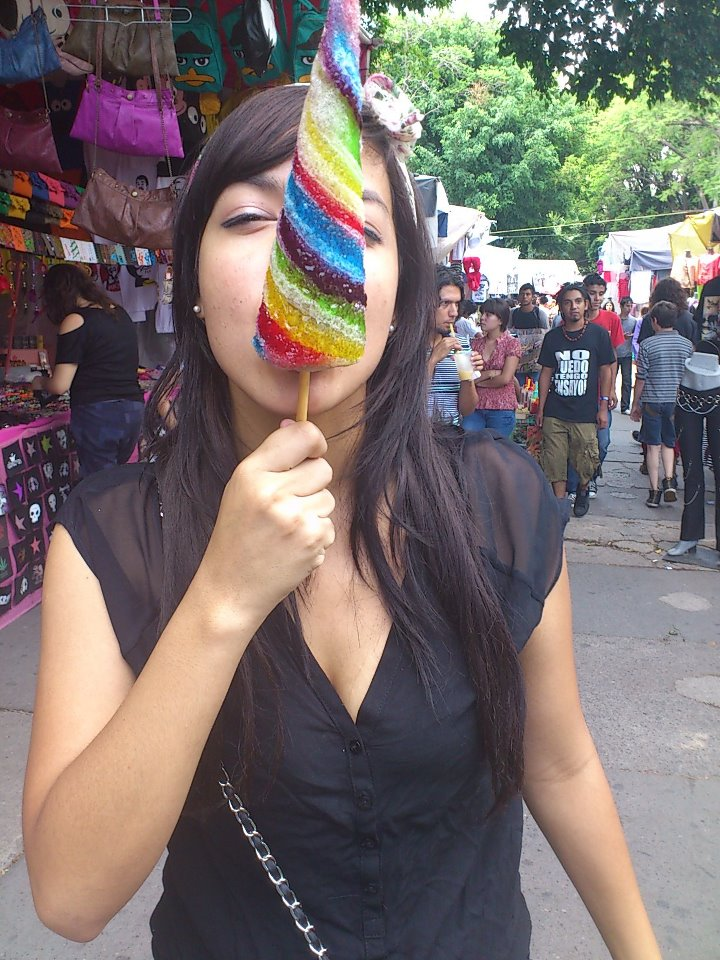
Una chica consumiendo un pirulí.

es un caramelo duro y colorido, de hasta 10 a 15 cm de alto, de forma cónica o piramidal con punta muy aguda, con un palito de plástico en la base que sirve para sostenerlo, y que viene envuelto en papel plástico transparente (similar al papel celofán).
Por la similitud en las formas, Torrespaña ―la torre principal de comunicaciones de Radio Televisión Española (en Madrid)― se conoce con el sobrenombre de El Pirulí.

## Nombres en distintos países
El caramelo cónico es conocido por varios nombres, según la región:
| País        | Nombre                                                                                             |
| ----------- | -------------------------------------------------------------------------------------------------- |
| Argentina   | chupetín o pirulín                                                                                 |
| Bolivia     | chupete o chupetón, pirulo.                                                                        |
| Chile       | chupete, paraguas, pico dulce.                                                                     |
| Cuba        | pirulí                                                                                             |
| España      | pirulí                                                                                             |
| Guatemala   | chupete                                                                                            |
| México      | chupirul (debido al éxito del nombre comercial Chupirul, utilizado por la marca registrada Luxus). |
| Paraguay    | chupetín o chupetón                                                                                |
| Puerto Rico | pirulí                                                                                             |
| Venezuela   | chupeta (esta forma es poco conocida en este país)                                                 |

## Véase también

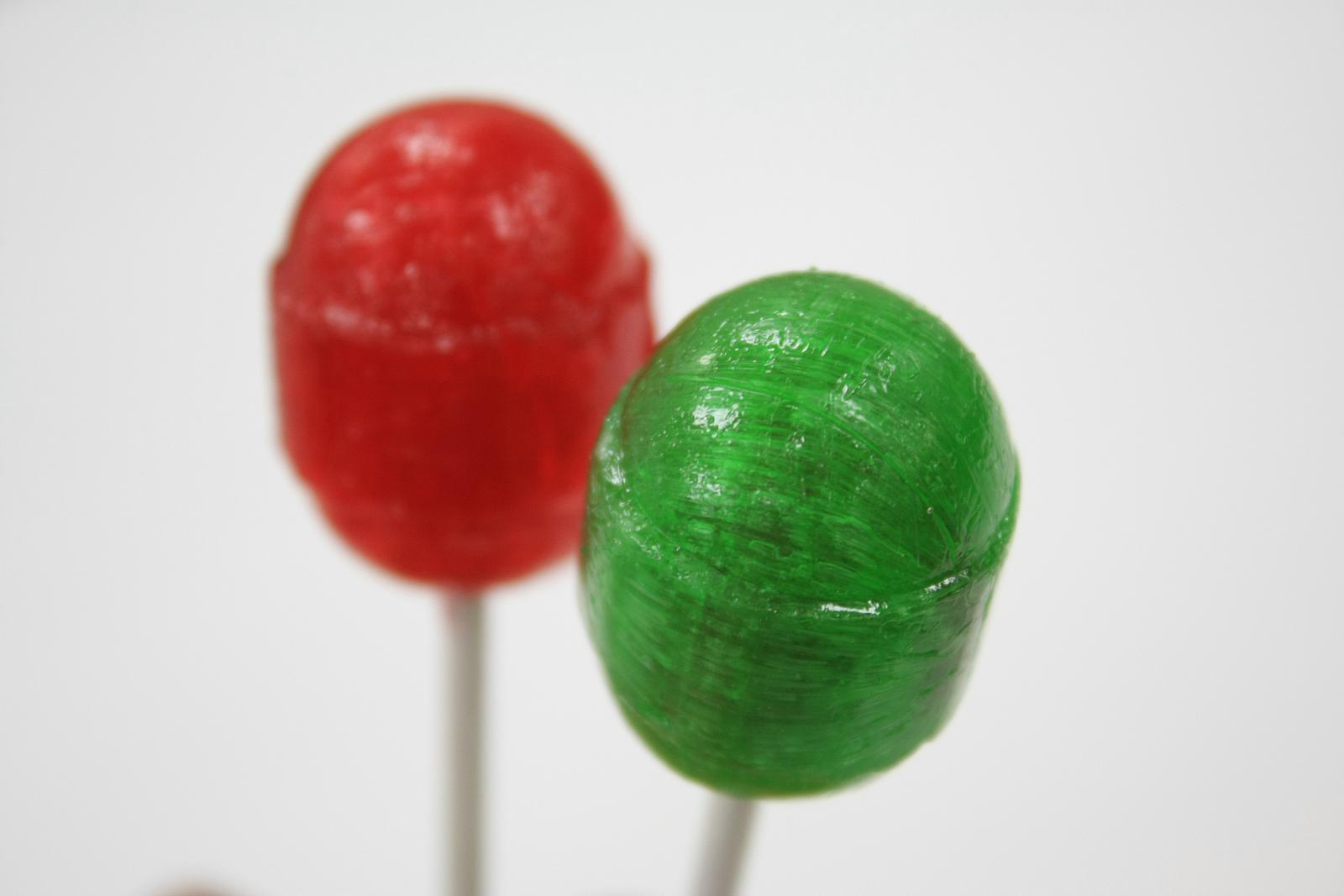
Caramelos duros esféricos con palito.